# Rafael Cerero

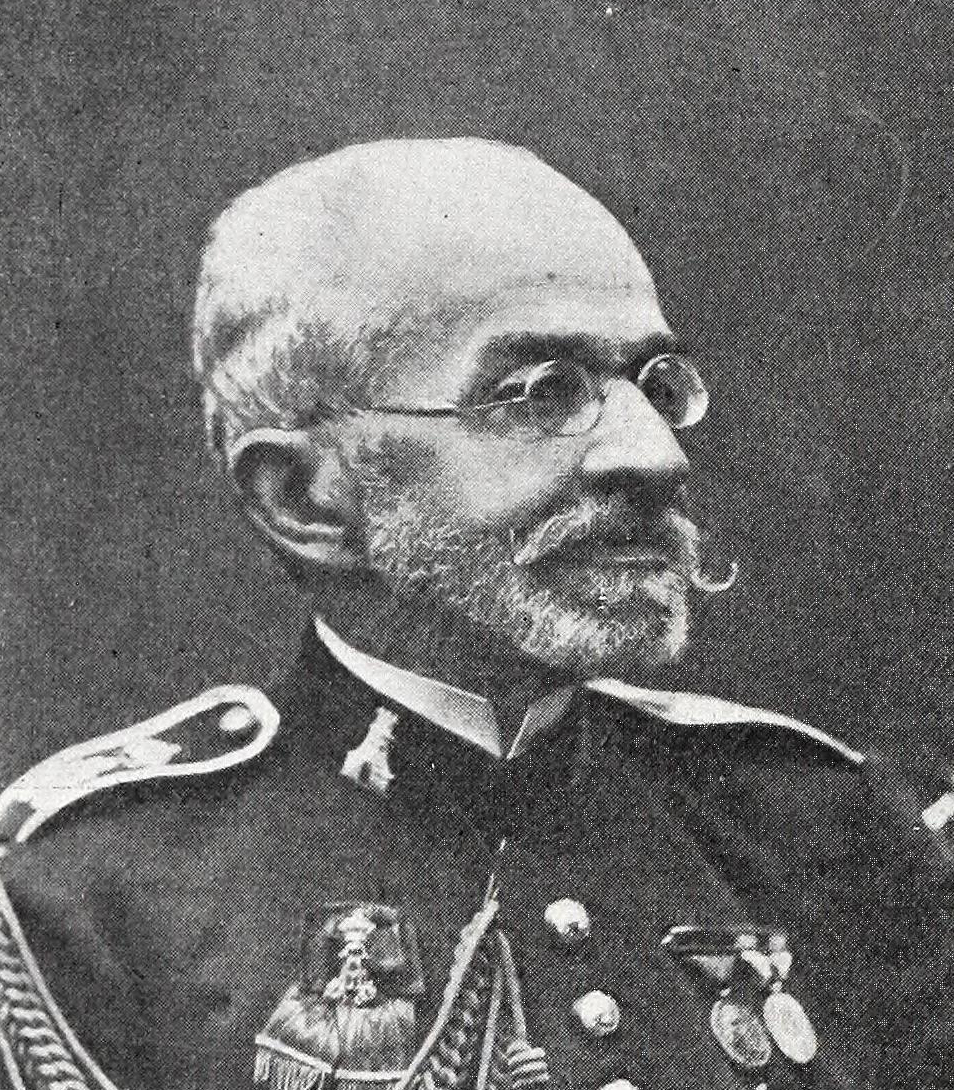
Fotografiado por Franzen

Rafael Cerero y Sáenz (Cádiz, década de 1830-Madrid, 29 de marzo de 1906) fue un ingeniero militar español.

## Biografía
Nació, según la fuente, el 13 de noviembre de 1831 o el 13 de noviembre de 1834, en Cádiz. Autor de títulos como «Noticia sobre el uso y aplicaciones del cemento fabricado en las Provincias vascongadas», Tratados especiales en la ciencia del ingeniero y Proyecto de poleas para levantas pesos pequeños, obras estas dos últimas con las que habría participado en la Exposición Universal de Filadelfia de 1876 y que le habrían hecho acreedor de premios en este certamen, falleció el 29 de marzo de 1906 en Madrid. En 1898 había sido uno de los integrantes de la comisión enviada a Francia a negociar con los Estados Unidos el Tratado de París, tras la derrota española en Cuba y Filipinas.